# Holopus
Genre
Holopus est un genre de Crinoïdes (Echinodermes), de la famille des Holopodidae.

## Description et caractéristiques
Ce sont de gros crinoïdes sessiles mais non pédonculés (attachés directement au substrat), à la forme massive et rappelant plus ou moins un poing, ouvert comme fermé. Les plaques qui composent le squelette sont épaisses et souvent soudées, avec des articulations rares et musculeuses.
Le calice est tubulaire, plus ou moins irrégulier, avec souvent des arêtes radiales ou des rangées de tubercules. Le rebord supérieur est plus ou moins pentagonal. La facette articulaire radiale est assez grosse, légèrement orientée vers l'extérieur ; les dépressions des ligaments interarticulaires sont larges. Il y a 10 bras au total, robustes, courbés vers l'intérieur, fermés comme un poing. Les radiaux et les bras sont de taille différente, plus ou moins distinctement arrangés en groupes de 3 bras longs et de 2 plus petits. Chaque branche a de 25 à 30 brachiaux formant une spirale et se rencontrant latéralement sur la partie adorale quand l'animal est rétracté. Les 3 à 10 secondibrachiaux proximaux sont gros, suivis par des brachiaux distinctement plus petits. Quelques brachiaux peuvent être irréguliers, souvent plus petits, et triangulaires pour mieux s'emboîter avec l'ensemble. 

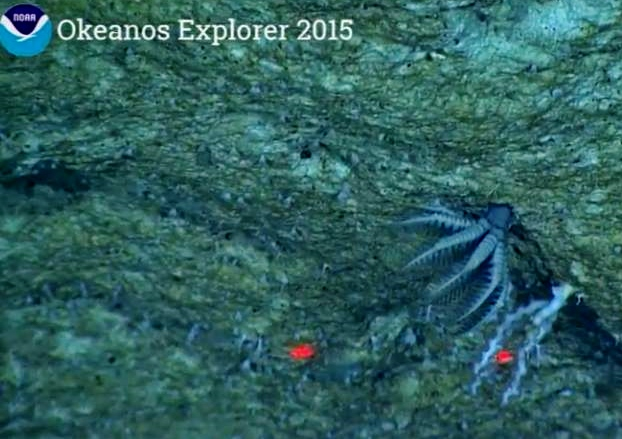
Autre spécimen dans la même région.
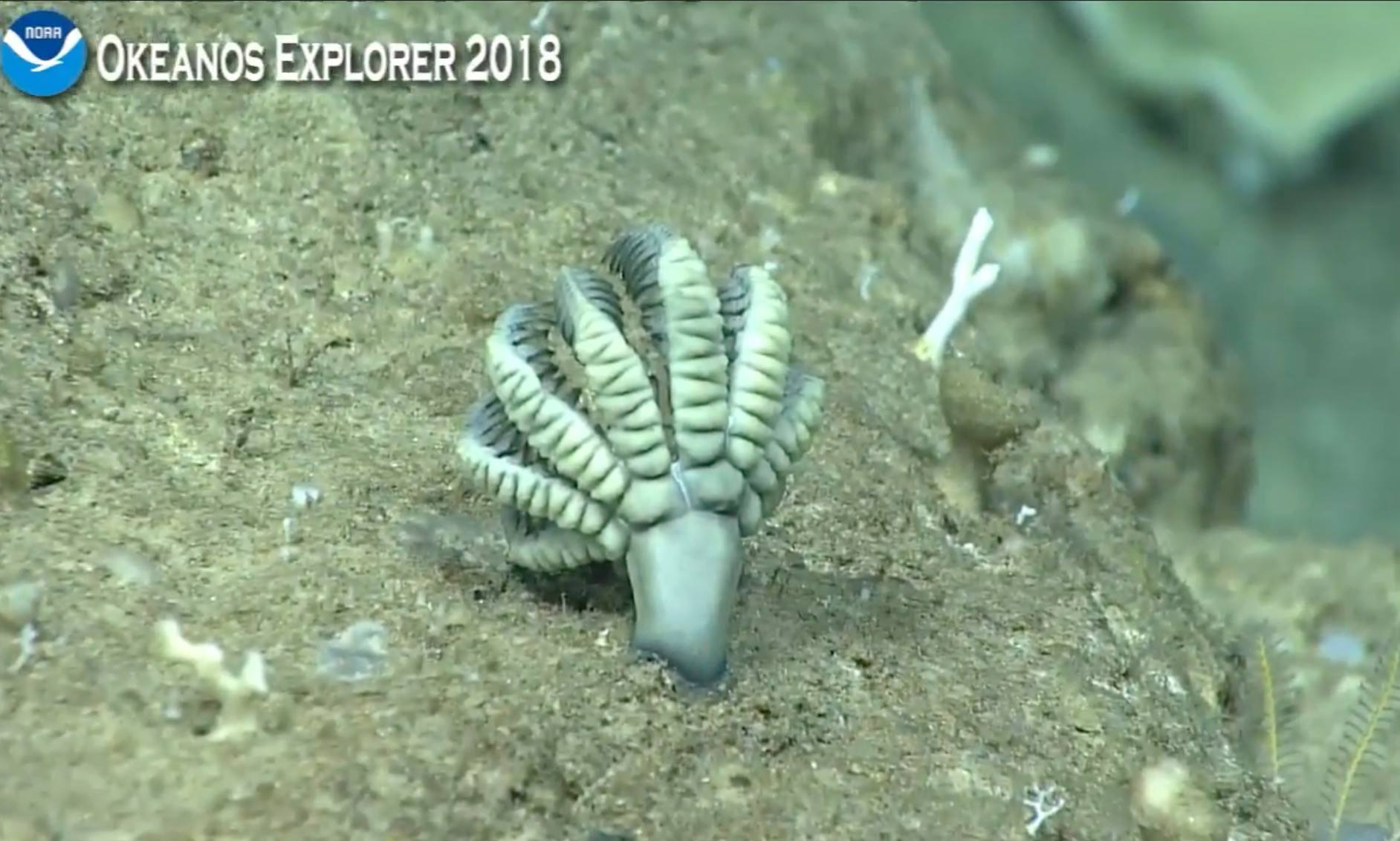
idem.

## Nourriture et mode de vie
Ces crinoïdes, relativement rares, vivent fixés à l'envers sur des substrats rocheux à grande profondeur (entre 100 et 900 m), où ils semblent capturer de petits animaux (notamment des poissons) à la volée, en se refermant vivement sur eux à la manière d'une main.

## Liste des espèces
Selon World Register of Marine Species (24 mars 2015) :
- Holopus alidis Bourseau, Améziane-Cominardi, Avocat & Roux, 1991 -- Nouvelle-Calédonie
- Holopus mikihe Donovan & Pawson, 2008 -- Bahamas (750 m de profondeur)
- Holopus rangii Orbigny, 1837 -- Caraïbes